# Paisatge feréstec (Sanford Robinson Gifford)
Paisatge feréstec, el títol original en anglès del qual és The Wilderness, és el tema de dues obres de Sanford Robinson Gifford, pintor paisatgista estatunidenc de l'Escola del Riu Hudson. Els seus paisatges posen un gran èmfasi en la llum, per la qual cosa és considerat un membre de l'anomenat luminisme nord-americà, una branca d'aquella escola pictòrica.

## Introducció
Gifford va realitzar un llarg viatge d'exploració entre el juliol i l'agost de 1859, amb la intenció de descobrir per ell mateix el bosc primari de Nova Escòcia. Malgrat que no sobreviu cap dibuix d'aquell viatge, Gifford possiblement va veure i va realitzar algun esbós del Mont Katahdin. Aquest pic simbolitzava per a molts pintors la llunyania i la inaccessibilitat del paisatge nord-americà més bonic i evocador. En aquests quadres, Gifford posa l'accent en la solitud de l'escena, i utilitza les figures dels indis en lloc d'homes blancs. Són petits, comparats amb la immensitat del panorama, la qual cosa potser insinua la seva desaparició imminent del lloc. La llum ho omple tot de daurats i roses suaus.
Aquests llenços són obres característiques del luminisme, caracteritzat per representacions poètiques de paisatges centrats en els efectes envolvents de la llum i de l'atmosfera. Tot i que molts d'aquests paratges havien deixar d'ésser feréstecs, perquè estaven sent envaïts per la industrialització i la urbanització, aquestes obres evoquen una visió idealitzada d'uns éssers humans que viuen harmònicament amb la Natura, Són un homenatge al que havia estat la inicial identitat nord-americana: l'espai, i la bellesa d'una terra verge, que parlava d'un utòpic destí nacional, d'una renovació espiritual, i d'unes possibilitats infinites.

## Anàlisi de l'obra

### Versió del Toledo Museum of Art
Oli sobre llenç; 76,2 x 138 cm.; any 1680; Toledo Museum of Art, Toledo (Ohio)
Signatura a la part inferior esquerra: "S.R.Gifford1860"
Aquesta obra de Sanford Gifford és una representació idealitzada d'un vast paisatge dominat per un pic accidentat (potser el Mont Katahdin, a Maine). Aquest paisatge feréstec no està deshabitat: Gifford hi representa una família ameríndia a la vora del llac, i una canoa dins d'aquest. La dona observa el seu marit tornant a través del llac al tipi. Gifford es va basar en esbossos que havia fet als antics territoris dels indígenes Miꞌkmaꞌki, a la costa de Halifax, Nova Escòcia.

#### Procedència
- Prestat al Toledo Museum of Art.
- Comprat amb fons de Florence Scott Libbey
- Llegat en memòria del seu pare, Maurice A. Scott

### Versió d'una col·lecció privada
Oli sobre llenç; 1860 circa.
En aquest cas, l'obra porta el títol original en anglès In the Wilderness, Twilight, que es podria traduir com "Capvespre en un indret feréstec"